# Marquinhos Cipriano
Marcos Robson Cipriano, mais conhecido como Marquinhos Cipriano (Catanduva, 27 de março de 1999), é um futebolista brasileiro que atua como lateral-esquerdo. Atualmente, joga pelo Sion.

## Carreira

### Início
Natural de Catanduva, interior de São Paulo, Marquinhos mudou-se para Bauru um tempo depois, onde iniciou sua trajetória aos 11 anos em uma escolinha da cidade. Chegou a fazer testes no Santos e no São Paulo (onde defenderia posteriormente), mas não foi aprovado em nenhum dos dois.

### Desportivo Brasil
Chegou no Desportivo Brasil em 2013, e com apenas 15 anos foi integrado a equipe sub-17  para disputar Copa São Paulo de Futebol Júnior de 2014, um de seus foi considerado o mais bonito do torneio. No seguinte, disputou a Copinha mais uma vez e começou a despertar o interesse de outros clubes grandes do futebol brasileiro: Grêmio, Palmeiras, Santos, Corinthians, Internacional e Flamengo.

### São Paulo
O rubro-negro carioca chegou a oferecer R$ 2 milhões ao Desportivo Brasil, R$ 1 milhão ao empresário do jogador e R$ 1 milhão de luvas ao atleta e seus familiares, porém Cipriano optou por fechar com o seu time do coração já que vinha de família são-paulino. Então em 15 setembro de 2015, foi anunciada a sua contratação por 1 milhão de reais por 70% de seus direitos econômicos.
Em 2016, foi artilheiro da categoria sub-15 com 42 gols. disputou quatro torneios importantes e foi campeão de três 3 deles: o Campeonato Paulista Sub-17 (onde foi artilheiro com 21 gols e melhor jogador do torneio), a Taça BH Sub-17 (vice-artilheiro com 5 gols e melhor jogador) e a Copa Ipiranga Sub-20 (vice-artilheiro com 5 gols).
Em novembro de 2017, foi selecionado para a lista 100 melhores jogadores Sub-19 do futebol feita pela conceituada revista britânica FourFourTwo, ficando na 82ª colocação. Seu destaque na base o fez ser observado e procurado por clubes da Europa como PSG, Nice e Mônaco, Atlético de Madrid, Arsenal, Porto e Juventus. Seu destaque na base era tamanho que a torcida do tricolor se mobilizou nas redes sociais pela renovação de seu contrato em dezembro.

#### 2018
Integrado aos profissionais em janeiro, fez sua estreia pelo profissional em, na derrota por 2–0 para o São Bento na 1ª rodada do Campeonato Paulista em 17 de janeiro. Essa foi sua única partida pelo clube, tendo saído em julho de 2018 após rescindir seu contrato e tranferindo-se para o Shaktar Donetsk, da Ucrânia, após não chegar a um acordo para sua renovação de contrato que já durava bastante meses e recusar duas propostas de renovação feitas pelo clube, fato que o fez retornar para a base. Marquinhos já havia acertado um pré-contrato com o clube ucraniano, mas foi liberado antes de seu contrato expirar (15 de setembro) para o clube receber uma compensação financeira.

### Shakthar Donetsk
Em 10 de julho de 2018, foi anunciada a sua contratação pelo clube ucraniano, assinando por cinco anos e utilizando a camisa 28.
No clube ucraniano, teve de ser reinventar e mudar de posição para buscar seu espaço na equipe titular, migrando para a lateral-esquerda. Ao ser escalado como titular em dois amistosos contra o Vojvodina e Proleter Nov Sadi em 2019, ambos da Sérvia, teve boas atuações. Em outubro de 2020, chegou a ser especulado no Palmeiras e Fluminense, ambos por empréstimo.
Até abril de 2021, havia disputado em seis jogos disputados na função de lateral-esquerdo, onde com ele em campo o time somou cinco vitórias e um empate. Com Marquinhos em campo, o time sofreu apenas três gols, mostrando sua importância no time.

### Sion
Foi anunciado como novo reforço do Sion em 22 de julho, por empréstimo até junho de 2022. Com o final de seu empréstimo e apesar do Sion sinalizar pela renovação de seu empréstimo, Cipriano recusou a oferta do clube suíço. Atuou em 33 partidas e deu duas assistências.

### Cruzeiro

#### 2022
Em 12 de julho, foi anunciado como novo reforço do Cruzeiro por empréstimo de um ano, sendo o terceiro reforço do clube na janela.
Em 28 de julho, O Shakhtar enviou um aviso para a FIFA, o Cruzeiro e para Cipriano solicitando seu retorno ao país para ser vendido em definitivo ao Sion, seu clube anterior, que havia chegado num acordo com o clube ucraniano. Porém, Cipriano se recusou a cumprir devido a liberação que FIFA concedeu aos atletas que atuavam na Ucrânia e na Rússia, devido ao guerra que acontecia entre os dois países.
Com isso, Cipriano só foi regularizado no dia 10 de agosto e deu sua primeira entrevista coletiva de apresentação ao clube celeste no dia seguinte. Estreou pelo Cruzeiro oficialmente em 17 de setembro, na vitória por 2 a 0 sobre o CRB pela 30ª rodada da Série B do Brasileiro. Na rodada seguinte, deu uma assistência para Luvannor fazer o último gol da vitória por 3–0 sobre o Vasco.
Na 37ª rodada da Série B, deu uma assistência para Pedro Castro fazer o primeiro gol da vitória de 4–1 sobre o Grêmio Novorizontino.

#### 2023
Emprestado até 30 de junho pelo Shakhtar, Cipriano estava fora dos planos do técnico Paulo Pezzolano para a temporada, tendo rescindido seu contrato com o clube em março. Foram 10 jogos e duas assistências, além do título da Série B de 2022.

### Avaí
Após a rescisão de contrato com o Cruzeiro e ficar livre no mercado mas ainda pertencer ao clube ucraniano, Cipriano foi anunciado como novo reforço do Avaí em 4 de abril, sendo emprestado e assinando até o final da temporada.

### Omonia
Em 1 de julho de 2023, foi anunciado que o Omonia, do Chipre, havia chegado acordo num acordo pela contratação de Cipriano, com contrato de dois anos anos com opção de renovação por mais um. Até dezembro de 2023, Marquinhos havia disputado 12 dos 15 jogos do clube no Campeonato Cipriota e estava como titular frequente devido às boas atuações que ajudaram o Omonia a estar em 2º lugar na competição.

### Sion
Em 15 de agosto de 2024, Marquinhos retornou para o Sion, com contrato válido até 2026.

## Seleção Brasileira

### Sub-18
Foi um dos convocados para um período de treinamentos da categoria em julho de 2016.

### Sub-20
Em maio de 2017, foi um dos convocados para representar o Brasil no Torneio de Toulon. Chamado para dois jogos antes dos convocados para Sul-Americano Sub-20, acabou sendo um dos 23 convocados para o torneio.

## Vida pessoal
Marquinhos tem um irmão gêmeo que chama-se Mateus, que é um jogador de vôlei.

## Estilo de jogo
Suas principais características são a  sua velocidade e a versatilidade, tendo começado a carreira como lateral-esquerdo e só depois passado a atuar no ataque, posição onde profissionalizou-se, podendo também atuar como meia. Em sua ida à Europa, voltou a ser lateral que apoia bastante o ataque com rapidez e intensidade.

## Títulos

### Base

#### São Paulo
- Campeonato Paulista Sub-17: 2016
- Taça BH Sub-17: 2016
- Copa Ipiranga: 2016

### Profissional

#### Shakthar Donetsk
- Campeonato Ucraniano: 2019–20, 2020–21

#### Cruzeiro
- Campeonato Brasileiro Série B: 2022

### Prêmios individuais

#### Base
- Artilheiro do Campeonato Paulista de Futebol Sub-17 de 2016: 21 gols
- Melhor jogador do Campeonato Paulista de Futebol Sub-17 de 2016
- Melhor jogador da Taça BH Sub-17 de 2016
- 100 melhores jogadores Sub-19 do futebol mundial pela FourFourTwo de 2017: 82º colocação